# Lundtofts kommun
Lundtofts kommun var en kommun i Sønderjyllands amt i Danmark. Den ingår sedan danska kommunreformen 2007 i Åbenrå kommun.